# Автомагістраль G2 Пекін — Шанхай
Автомагістраль Пекін–Шанхай, позначена як G2 і зазвичай скорочена як Jinghu Expressway, є головною швидкісною магістраллю Китаю, що з’єднує столицю Пекін на півночі з Шанхаєм на центральному узбережжі. Вона простягається на 1262 кілометри в довжину і була закінчена в 2006 році.
Назва швидкісної дороги, Jinghu, є комбінацією китайських абревіатур двох міст, що складаються з одного символу: Jing означає Пекін, а Hu означає Шанхай. Поїздка з Пекіна до Шанхая на автомобілі займає близько десяти годин із кількома водіями, які змінюються, і за хороших дорожніх умов.

## Маршрут

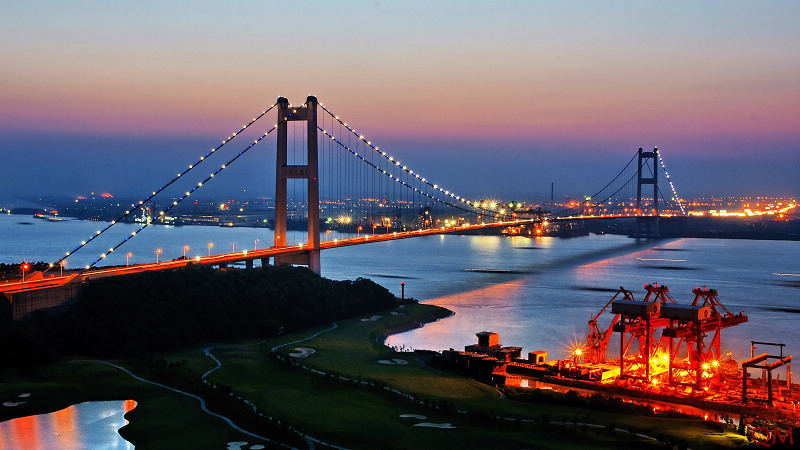
Швидкісна дорога перетинає річку Янцзи через підвісний міст Цзяньїнь

Швидкісна дорога проходить через такі великі міста:
- Пекін
- Ланфан, Хебей
- Тяньцзінь
- Цанчжоу, Хебей
- Дечжоу, Шаньдун
- Цзінань, Шаньдун
- Лайву, Шаньдун
- Ліньї, Шаньдун
- Хуайань, Цзянсу
- Янчжоу, Цзянсу
- Тайчжоу, Цзянсу
- Усі, Цзянсу
- Сучжоу, Цзянсу
- Шанхай